# Shumway (медиапроигрыватель)
Shumway — мультимедийный проигрыватель с открытым исходным кодом для воспроизведения SWF-файлов, вышедший из разработки. Разработан в качестве замены Adobe Flash Player. Распространялся под лицензией Apache и SIL Open Font License (OFL). Mozilla начала разработку Shumway в 2012 году, и этому предшествовал экспериментальный проект под названием Gordon, библиотека JavaScript с аналогичной концепцией, которая интерпретировала SWF-файлы, используя ресурсы браузера и преобразовывая их в SVG. Имена обоих проектов являются отсылкой к Flash Gordon и Gordon Shumway.
Shumway отображал Flash-контент, преобразовывая содержимое Flash-файлов в элементы HTML5 и запуская интерпретатор ActionScript, написанный на JavaScript. Он поддерживал виртуальные машины AVM1 и AVM2, а также ActionScript версий 1, 2 и 3.

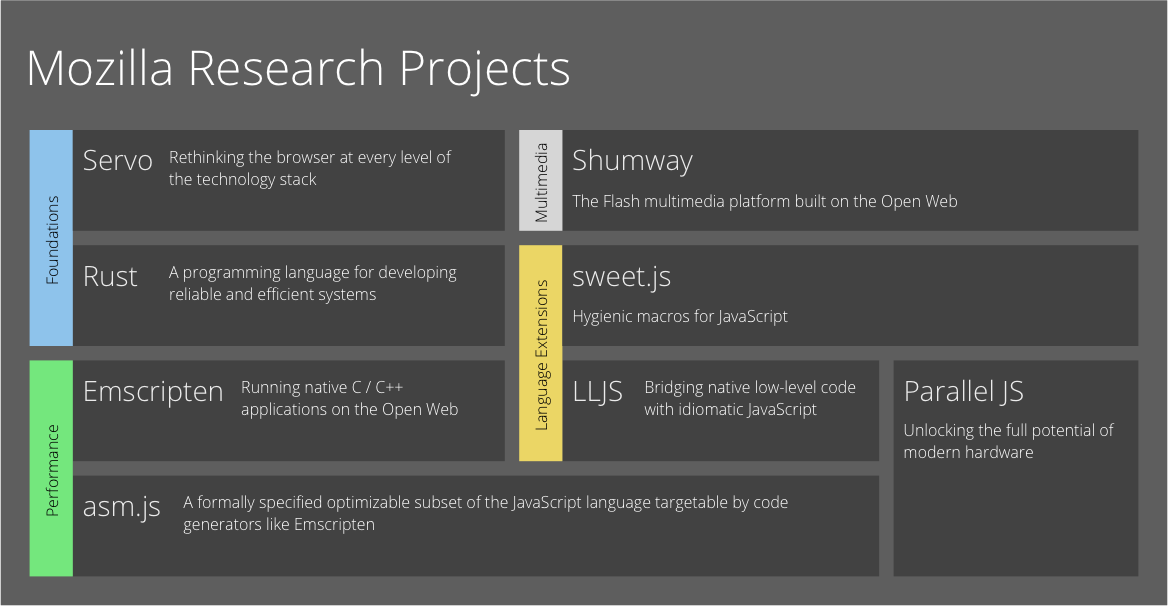
Shumway среди проектов Mozilla Research

На данный момент разработка Shumway официально прекращена. Хотя проект остался доступен на GitHub (см. раздел «Ссылки»), в феврале 2016 года он был перемещён в неофициальный архив закрытых проектов Mozilla, известный как «Кладбище Firefox» («Firefox Graveyard») и считается закрытым со стороны Mozilla. В 2016 году стратегия Mozilla заключалась в продолжении поддержки Adobe Flash в качестве исключения из общей политики прекращения поддержки плагинов NPAPI к концу того же года.